# اسماعیل جوهری (نویسنده)
اسماعیل جوهری (زاده ۱۳ مارس ۱۹۴۷ - درگذشت ۱۶ ژوئیه ۲۰۱۷) نویسنده رمان بوکیت کپونگ بود که توسط انستیتو زبان و ادبیات در سال ۱۹۹۰ منتشر شد و یکی از فیلمنامه نویسان اصلی فیلم بوکیت کپونگ بود که جینز شمس‌الدین در سال ۱۹۸۱ آن را ساخت، هر دو اثر بر اساس یک درگیری مسلحانه واقعی ایجاد شدند که در روز ۲۳ فوریه ۱۹۵۰ طی وضعیت اضطراری مالایا، بین فدراسیون پلیس مالایا و افراد مسلح حزب کمونیست مالایا اتفاق افتاد.

## زندگی شخصی
اسماعیل، فرزند دوم از بین پنج خواهر و برادر بود که در تانجونگ کارانگ، سلانگور به دنیا آمد و در آنجا بزرگ شد. والدین او برای اینکه اسماعیل و خواهران و برادرانش زندگی خوبی داشته باشند و خوب تحصیل کنند، به شغل‌های سختی مبادرت ورزیدند.
اسماعیل افسر پلیسی مقید و متعهد بود که در طی ۱۹ سال خدمت خود، قبل از اینکه در مقام مأمور تحقیق خصوصی و بازرس کلاهبرداری به فعالیت بپردازد، درجه‌های مختلفی را کسب کرد.
او در روز ۱۶ ژوئیه ۲۰۱۷ در سن ۷۰ سالگی در گذشت.